# شان سالیوان
شان سالیوان (انگلیسی: Sean Sullivan؛ ‏ ۲۶ دسامبر ۱۹۲۳ – ۳ ژوئن ۱۹۸۵) بازیگر اهل کانادا بود.

## گزیدهٔ فیلم‌شناسی
- پسر آبی‌پوش (۱۹۸۶)
- خانم سافل (۱۹۸۴)
- منطقه مرده (۱۹۸۳)
- روباه خاکستری (۱۹۸۲)
- آتلانتیک سیتی (۱۹۸۰)
- ادیسه فضایی (۱۹۶۸)
- جوانان (۱۹۶۱)
- عصر خطرناک (۱۹۵۷)